# Condado de Baker (Georgia)
El condado de Baker es un condado en los EE. UU., en el estado de Georgia. En 2000, la población era de 4074. El censo de 2007 estimó la población en 3781. La sede del condado es Newton. 
Baker County se incluye en el Área Metropolitana de Albany.

## Historia
El condado fue creado el 12 de diciembre de 1825 en la parte oriental del Condado de Early en un acto de la Asamblea General de Georgia y fue nombrado por el coronel John Baker, un héroe de la Guerra Revolucionaria Americana.

## Geografía
De acuerdo con la oficina del censo de los EE. UU., el condado tiene una superficie total de 904 km², de los cuales, 889 km ² son tierra y 15 km² de él (1,70%) es agua.

## Demografía
A partir del censo de 2000, hubo 4074 personas, 1514 familias y 1094 familias que residen en el condado. La densidad de población fue de 5/km ². Hay 1740 unidades de vivienda en una densidad media de 2/km ². La composición racial del condado es 47,42% blanca, 50,39% negro o afroamericano, 0,22% nativos americanos, 0,02% las islas del Pacífico, 1,33% de otras razas, y 0,61% a partir de dos o más razas. 2,72% de la población es hispana o latina de cualquier raza.
Hubo 1514 hogares de los cuales el 33,10% tenían hijos menores de 18 años que viven con ellos, 47,70% son parejas casadas que viven juntas, 19,50% tenía una mujer sin familia marido presente, y 27,70% no son familias. 25,10% de todas las familias se componían de personas y 10,80% había alguien que viven solas que fue de 65 años de edad o más. El tamaño del hogar promedio era 2,68 y el tamaño promedio de la familia es 3,20. 
En la provincia la población se extendió a cabo con 27,30% menores de 18 años, 10,00% de 18 a 24, 26,90% de 25 a 44, 22,10%, pasando de 45 a 64, y 13,70% que fueron 65 años de edad o más. La mediana de edad fue de 35 años. Por cada 100 mujeres hay 86,20 hombres. Por cada 100 mujeres mayores de 18 años, hay 86,30 hombres. 
El ingreso medio para un hogar en el condado es de $ 30 338, y la renta mediana para una familia fue de $ 36 438. Los hombres tenían un ingreso medio de $ 25 891 frente a 16 462 dólares para las mujeres. El ingreso per cápita para el condado es de $ 16 969. Acerca de 19,90% de las familias y 23,40% de la población estaba por debajo de la línea de pobreza, con inclusión de 32,50% de los menores de 18 años y el 20,10% de los 65 años o más.

## Ciudadesypueblos
- Elmodel
- Newton